# クララム・インディアン・ドッグ
クララム・インディアン・ドッグ（英：Clallam-Indian Dog）とは、アメリカ合衆国及びカナダ原産の毛用犬種である。北西部のインディアンのクララム族によってのみ飼育されていた珍しい犬種である。
名前が似ているクラマス・インディアン・ドッグは別の犬種である。

## 歴史
スペイン人がアメリカ大陸にやってくる以前から存在していた犬種だが、生い立ちについては資料がなく、クララム族の人々にさえも知られていないため全ては謎に包まれている。現アメリカとカナダの国境地帯で生活していたクララム族によって飼育されていた犬種で、もとから他のインディアンが作り出した犬種に比べて非常に希少な犬種であった。最盛期でも40〜50匹程しか存在していなかったことが記録に残されている。
クララム・インディアン・ドッグはコートを定期的に刈り取り、毛を紡いで糸にしてブランケットや帽子、洋服を作るのに使われていた。生活のために欠かせない犬種で、かつてはこの犬がいなければ洋服を作れなかったためとても大切にされていた。19世紀になると本種を描いた絵画が製作され、他地域にも知られるようになった。しかし、貧しさや白人との交易でインディアン社会に他地域から安価な糸やブランケットが入ってくるようになると需要が減り、19世紀後半に絶滅してしまった。

## 特徴
コートは羊毛のように密度が高く、巻き毛になったロングコートである。これは刈り取らなければどこまでも伸びるため、シャギーコート（むく毛）と言ってしまっても過言ではない。毛色はホワイトかミルクのみといわれている。一見すると総合的な外見はプードルにも似ているが、マズルは尖っていて頭部はそれよりもやや長く、血統的なかかわりはない。垂れ耳・巻き尾で目は大きく、体型は痩せ型である。小型若しくは中型犬サイズで、性格は大人しく従順であった。毛を刈り取る際も非常に大人しく、あまり暴れなかったといわれている。

## 参考
『デズモンド・モリスの犬種事典』デズモンド・モリス著書、福山英也、大木卓訳 誠文堂新光社、2007年